# Profesor biedy
Profesor biedy (także: prawnik biedy) – dobrowolnie przyjęta rola społeczna, a także źródło dorywczego zatrudnienia wśród osób o niskich dochodach, bezrobotnych, korzystających ze wsparcia pomocy społecznej, w tym zamieszkujących enklawy biedy.
Istotą tej roli jest sprawne opanowanie przez daną osobę ustaw i innych przepisów prawa, pozwalające czerpać środki finansowe i inne beneficja z systemu pomocy społecznej, jak również uzyskiwać korzyści z pośredniczenia w tym procederze na korzyść innych osób o złym położeniu materialnym i społecznym. Celem profesorów biedy jest optymalizacja: potrafią biegle pisać skargi, wnioski i zażalenia, zdobywać pieniądze z różnych dostępnych źródeł (państwowych, samorządowych, religijnych i pozarządowych). Nie opłaca im się w tej sytuacji podejmować jakiegokolwiek zatrudnienia, ponieważ mają świadomość, że mogą zdobyć nieporównywalnie większe środki znacznie mniejszym nakładem sił.
Prof. Marek Szczepański określa liczbę profesorów biedy na około 20% klientów instytucji pomocy społecznej.